# 河东街道 (根河市)
河东街道，是中华人民共和国内蒙古自治区呼伦贝尔市根河市下辖的一个乡镇级行政单位。

## 行政区划
河东街道下辖以下地区：
西爱国街社区、光明街社区和华利社区。